# ساندى مارتينز
ساندى مارتينز (23 ديسمبر 1972 في بلجيكا - ) هو لاعب كرة قدم بلجيكي في مركزي قلب الدفاع والدفاع. شارك مع منتخب بلجيكا لكرة القدم. أما مع النوادي، فقد لعب مع نادي غينت ونادي كلوب بروج وK.S.V. Oudenaarde ‏ وبيفيرين.

## روابط خارجية
- ساندى مارتينز على موقع الاتحاد البلجيكي (الإنجليزية)
- ساندى مارتينز على موقع قاعدة بيانات كرة القدم.إي يو (الإنجليزية)
- ساندى مارتينز على موقع ناشيونال فوتبول تيمز (الإنجليزية)
- ساندى مارتينز على موقع Soccerway.com (الإنجليزية)
- ساندى مارتينز على موقع عالم كرة القدم.نت (الإنجليزية)